# 岩倉高子
岩倉 高子（いわくら たかこ、1940年5月16日 - ）は、日本の女優。富山県富山市出身。特技はバレエ、日舞。劇団青年座所属。父は作家の岩倉政治。

## 学歴・人物
富山県立富山北部高等学校卒業。
高校を卒業後、上京して俳優座養成所に11期生として入社する。同期には工藤堅太郎、岩本多代らがいる。1964年に舞台でデビューする。その後は、舞台、映画、テレビドラマなどで活躍する。

## 出演

### 映画
- 明日ある限り（1962年、東宝）
- 青べか物語（1962年、東宝） - 江戸川亭の君ちゃん
- 喜劇 とんかつ一代（1963年、東宝） - 芸者
- 喜劇 駅前茶釜（1963年、東宝） - 芸者
- 波影（1965年、東宝） - 小花
- 新・事件記者 殺意の丘（1966年、東宝） - おたか
- 千曲川絶唱（1967年、東宝） - ルミ
- 喜劇 駅前開運（1968年、東宝） - ひろ子
- 吉四六よ天を駆けろ（1976年、映画センター全国連絡会議） - どめ
- ロケーション（1984年、松竹）
- 生きてみたいもう一度 新宿バス放火事件（1985年、東映）
- 螢川（1987年、松竹）
- さくら隊散る（1988年、独立映画センター） - 中井夫人
- 釣りバカ日誌13 ハマちゃん危機一髪!（2002年、松竹） - 女中

### テレビドラマ
- お嫁さん（1966年、フジテレビ）
- おやじ太鼓 第53話～第55話（1969年、TBS） -BARドルダーの従業員
- ありがとう（1970年、TBS）
- 日本怪談劇場 （東京12チャンネル）- おくま
  - 四谷怪談 稲妻の巻（1970年8月8日）
  - 四谷怪談 水草の巻（1970年8月15日）
- 特捜最前線 第35話「乳児誘拐・消えた女の顔」（1977年、テレビ朝日）
- Gメン'75　第169話「深夜バスの乗客大量殺人事件」（1978年）−山上かずよ
- 下町の空（1981年、TBS）
- 同心暁蘭之介 第7話「折り鶴が飛んだ」（1981年、フジテレビ） - おはな
- こども傑作劇場「おかあさんのつうしんぼ」（1982年、テレビ朝日） - 小学校教員をしている母
- いつもお陽さま家族（1982年、TBS）
- 右門捕物帖 第12話「江戸から消えた女」（1983年、NTV）
- 木曜ゴールデンドラマ （読売テレビ）
  - 暴発（1983年9月8日）
  - 遺言状戦争（1985年10月31日）
- 大奥 第47話「年上の佳人」（1984年、関西テレビ）
- ニュードキュメンタリードラマ昭和 松本清張事件にせまる 第1回「昭和20年8月15日 終戦日の荷風と潤一郎」（1984年4月12日、テレビ朝日）
- NHK大河ドラマ （NHK）
  - いのち（1986年） - キヨ
  - 八代将軍 吉宗（1995年） - お冬
- ライスカレー 第9話（1986年、フジテレビ）
- 土曜ワイド劇場 （テレビ朝日）
  - 未亡人殺し（1986年10月25日）
  - 牟田刑事官事件ファイル6 奥鬼怒川湯けむり渓谷の殺意（1987年1月17日）
  - 新妻殺し（1991年3月23日）
  - みちのく湯けむり殺人渓谷（1993年7月10日）
  - 人恋橋・幽霊殺し（1994年4月30日）
- ドラマ女の四季「隣の部屋の女」（1988年3月14日、テレビ東京）
- 火曜サスペンス劇場 （日本テレビ）
  - 浅見光彦ミステリー5 越後路殺人事件（1989年1月10日）
  - 松本清張作家活動40年記念スペシャル・ゼロの焦点（1991年7月9日）
  - 指名手配1 青森県八戸市、人口24万5千人 その中からたった1人の逃亡者を捜し出せ（1998年11月24日）
  - 警部補 佃次郎7 ここだけの話（1999年3月9日） - 河合よね子
  - 苦い夜（1999年6月29日）
  - 地方記者・立花陽介17 越中高岡通信局（2001年5月22日） - つや子
- 火曜ミステリー劇場 / 萩・津和野 幽霊海岸殺人事件 SL貴婦人号の旅（1990年8月28日、テレビ朝日）
- 結婚したい男たち（1991年、TBS）
- 愛という名のもとに 第5話「決心」（1992年、フジテレビ）
- 温泉に行きたい（1992年、TBS）
- 月曜ドラマスペシャル / タロット日美子の推理 伯備線秘図連続殺人（1995年10月16日、TBS）
- 金曜エンタテイメント / おばさんデカ 桜乙女の事件帖7（1999年4月9日、フジテレビ）
- 結婚できない男 第5話「家に人を入れないで悪いか!!」（2006年、関西テレビ）
- 裸の大将 火の国・熊本編〜女心が噴火するので（2009年10月24日、関西テレビ）
- 月曜ゴールデン / 新・示談交渉人 裏ファイル3（2014年4月21日、TBS）
- TEAM -警視庁特別犯罪捜査本部- 第2話（2014年、テレビ朝日） - 脇田さくら

### 舞台
- 神々の死
- 三文オペラ
- 殺陣師段平
- からゆきさん
- 地の乳房
- ほととぎすはほととぎす
- 大脱走
- 紅き唇
- 桜の園
- 黄昏
- まほろばのまつり[1]